# Ciobanul Bucur
Ciobanul Bucur este un personaj fictiv, întemeietorul legendar al Bucureștiului. Prima consemnare a legendei lui Bucur provine de la scriitorul sas Johann Filstich, care în anul 1728 menționat că numele orașului București „provine de la un schit, așezat pe un muncel, în calea Dunării, ridicat de un cioban care hălăduia acolo și avea numele de Bucur, nume dat mai apoi întregului târg, care se umplu de locuitori, adică București”.
Profesorul Iosif Genilie de la Colegiul Sfântul Sava arăta într-o lucrare a sa apărută în 1835 că Bucureștii "se zice că s-au numit de la stăpânul acestui loc, anume Bucur, a cărui încă se arată o mică biserică pe un deluț între mănăstirea Radu-Vodă și Dâmbovița". Tradiția despre Bucur, consemnată în scris, în prima jumătate a veacului al XIX-lea, atât de călători străini, cât și de români, vedea ca întemeietor al Bucureștilor pe primul stăpân al locului, care ar fi fost, după unii, cioban sau cioban și pescar, după alții negustor bogat sau boier, tot conform tradiției, acestuia "i s-ar datora bisericuța zisă 'a lui Bucur', din marginea Dâmboviței, lângă Mănăstirea Radu-Vodă".
Istoricul Adrian Majuru menționează că bisericuța lui Bucur, construită în prima jumătate a secolului al XVIII-lea, este legată doar prin tradiție de legendarul întemeietor al orașului.
Problema numelui Capitalei rămâne amplu dezbătută în cadrul istoriografiei românești. Tradiția a creat în jurul Bucureștiului, de-a lungul secolelor, numeroase interpretări. La jumătatea secolului al XVII-lea, călătorul oriental Evlya Celebi nota în memoriile sale că numele reședinței de scaun a Țării Românești se trage de la acel fiu al lui Gebel-ul Himme din tribul Beni-Kureis, anume Ebu-Karis, de aici Bukris – București. În 1781 călătorul Franz Josef Sulzer considera că numele provine de la „bucurie, bucuros, a bucura.” În limba albaneză „bukureshti” înseamnă „frumos este”.

## Legenda întemeierii Bucureștiului

### Povestea de iubire dintre Dâmbovița și Bucur
Legenda spune că răufăcătorii au revenit într-o iarnă și au răpit fiica baciului, pe Anca, o fată frumoasă.

## Masa lui Bucur sau masa ciobanului Bucur
O bucată de stâncă din Munții Vrancei, pe Valea Râmnicului, în zona dintre comunele Vintileasca și Bisoca, din județul Buzău, este numită Masa lui Bucur.  Stânca se află la 1.000 m altitudine și are 150 de tone. Pe aici ar fi trecut ciobanul Bucur, cel care a înființat orașul București.

## Biserica Bucur

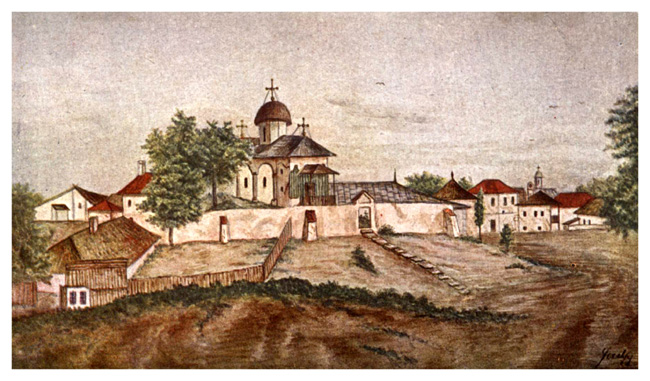
Biserica în 1856

Biserica a fost zidită pentru prima dată cândva în decursul secolului al XVII-lea, iar mai apoi a fost refăcută la începutul secolului al XVIII-lea. Mai este vehiculată și ipozeta ctitoririi acesteia de către domnitorul Mircea cel Bătrân, în anul 1416. 
Distrusă de un incendiu, în secolul al XVII-lea, biserica a fost rezidită de către monahii Mănăstirii Radu Vodă, în timpul unui egumen, Atanasie (1626; 1632-1645). Mai târziu, ruinată fiind, a fost închisă de la începutul secolului al XIX-lea până la 24 iunie 1938.
Biserica a fost renovată între anii 1909-1910, când i s-au adus unele modificări la exterior.